# Maršálské bulváry
Maršálské bulváry (francouzsky boulevards des Maréchaux) jsou bulváry v Paříži, které vedou po okraji města. Jejich označení vychází z toho, že bulváry nesou jména francouzských maršálů z doby Prvního císařství.
Jedná se o 22 bulvárů: Soult, Poniatowski, Général-Jean-Simon, Masséna, Kellermann, Jourdan, Brune, Lefebvre, Victor, Général-Martial-Valin, Murat, Suchet, Lannes, Amiral-Bruix, Gouvion-Saint-Cyr, Berthier, Bessières, Ney, MacDonald, Sérurier, Mortier a Davout.

## Maršálové
Během Prvního císařství byl titul maršál Francie udělen 26 generálům. 19 z nich dalo jméno bulvárům kolem Paříže. Další čtyři maršálové mají pojmenované jiné ulice (Bon-Adrien-Jeannot de Moncey – Rue Moncey, Charles Pierre François Augereau – Rue Augereau, Catherine-Dominique de Pérignon – Rue Pérignon a Charles Nicolas Oudinot – Rue Oudinot) a pouze tři maršálové (Jean Baptiste Jules Bernadotte, Auguste Marmont a Emmanuel de Grouchy) nemají v Paříži žádnou ulici. Admirál Étienne Eustache Bruix a generálové Jean Simon a Martial Valin, po kterých jsou také pojmenované maršálské bulváry, se naopak nestali maršály Francie.

## Historie
Maršálské bulváry zabírají prostor staré vojenské cesty (Rue Militaire), která vedla kolem městských hradeb postavených v letech 1840–1845. Rozšíření území Paříže roku 1860 až k těmto hradbám znamenalo připojení okolních vesnic k městu. Demolice hradeb ve 20. letech 20. století umožnilo vytvořit pás nových bulvárů kolem města.

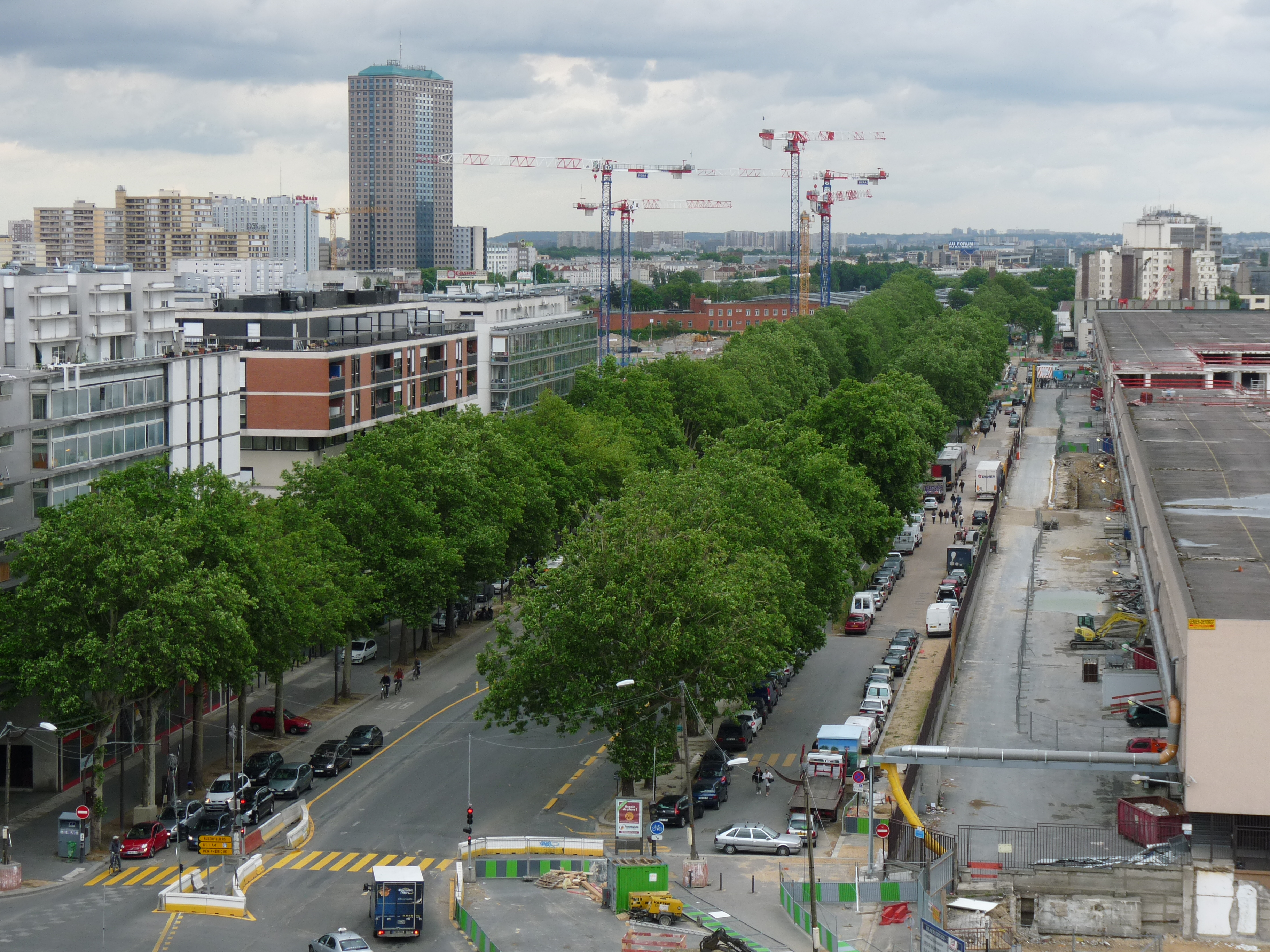
Boulevard Macdonald

## Charakteristika
Maršálské bulváry tvoří až na dvě výjimky nepřerušený pás, který obklopuje celou Paříž. Ačkoliv souběžně s ním vede boulevard périphérique v průměrné vzdálenosti 150 m, nejedná se o městský okruh, ale o běžné ulice, na kterých je maximální povolená rychlost 50 km/h. Prostor mezi těmito bulváry a obchvatem, kde stávaly hradby, tvoří pás městské zástavby, která je odlišná od zbytku města. Je zde velké množství bytových domů levného bydlení, tělocvičen a stadionů, parků a na jihu města též Cité internationale universitaire de Paris.
Jízdní pruhy pro autobusy jsou odděleny od ostatní vozovky a na chodnících byly vybudovány cyklostezky. Na bulvárech v jižní části města vede tramvajová linka č. 3, která bude v roce 2012 prodloužena na severovýchod.
Boulevard Sérurier a Boulevard Murat mají ve srovnání s jinými Maršálskými bulváry velmi neobvyklou trasu. Boulevard Sérurier ve své střední části prochází zástavbou a nemá tak funkci hlavní dopravní tepny.
Boulevard Murat zase nenavazuje urbanisticky na Boulevard du Général-Martial-Valin, který leží přes Seinu na druhém břehu. Přes most Garigliano totiž pokračuje Boulevard Exelmans, který se mezi Maršálské bulváry nepočítá (Rémy Joseph Isidore Exelmans (1775–1852) byl taktéž maršálem Francie, ale za Druhého císařství). Boulevard Murat vybíhá až o několik desítek metrů po proudu řeky a protože zde vede hustou městskou zástavbou, nemá také v tomto úseku funkci hlavní dopravní tepny.

## Zajímavá místa
Bulváry procházejí kolem některých významných míst:
- Bois de Boulogne
- Bois de Vincennes
- Cité internationale universitaire de Paris
- Parc André-Citroën
- Parc de la Butte du Chapeau-Rouge
- Parc Georges-Brassens
- Parc Kellermann
- Parc Montsouris
- Parc des Princes
- Stade Charléty